# Список кардиналов, возведённых папой римским Иннокентием VII

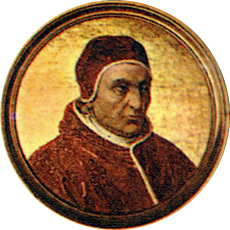
Папа Иннокентий VII

Кардиналы, возведённые Папой римским Иннокентием VII — 11 прелатов и клириков были возведены в сан кардинала на одной Консистории за двухлетний понтификат Иннокентия VII.

## Консистория от 12 июня 1405 года
- Коррадо Караччоли, епископ Милето (Папская область);
- Анджело Коррер, титулярный латинский патриарх Константинопольский  (Папская область);
- Франческо Угуччоне, архиепископ Бордо (Франция);
- Джордано Орсини, архиепископ Неаполя (Неаполитанское королевство)
- Джованни Мильорати, племянник Его Святейшества, архиепископ Равенны (Папская область);
- Пётр Филарг, O.F.M., архиепископ Милана (Миланское герцогство);
- Антонио Арчиони, епископ Асколи Пичено (Папская область);
- Антонио Кальви, епископ Тоди (Папская область);
- Оддоне Колонна, апостольский протонотарий (Папская область);
- Пьетро Стефанески, апостольский протонотарий (Папская область);
- Жан Жиль, пробст Льежа, легат в епархиях Кёльна, Трира и Реймса (Папская область).